# Brian Zengeni
Brian Kumbirai Zengeni (* 23. April 1985 in Mutare) ist ein simbabwischer Straßenradrennfahrer. Er wurde 2006 simbabwischer Meister im Straßenrennen der Eliteklasse.

## Erfolge
2006
- Simbabwischer Meister – Straßenrennen